# Ireneusz Skubiś
Ireneusz Skubiś (ur. 12 października 1938 w Chruszczobrodzie, zm. 20 grudnia 2023) – polski ksiądz katolicki, protonotariusz apostolski (infułat) Archidiecezji Częstochowskiej, Honorowy Redaktor Naczelny „Niedzieli”, duszpasterz akademicki, wiceprzewodniczący Komisji Episkopatu ds. Kultury i Środków Społecznego Przekazu.

## Życiorys
Po ukończeniu Niższego Seminarium Duchownego w Częstochowie, podjął studia w Częstochowskim Wyższym Seminarium Duchowne w Krakowie. 29 czerwca 1961 przyjął święcenia kapłańskie. Kontynuował pracę naukową w ramach studiów prawa kanonicznego na Katolickim Uniwersytecie Lubelskim, gdzie w 1978 uzyskał stopień naukowy doktora.
W latach 1964–1966 był notariuszem kurii biskupiej w Częstochowie. W latach 1965–1982 był diecezjalnym duszpasterzem akademickim i dyrektorem Wydawnictwa Diecezjalnego (do 1981) oraz redaktorem „Częstochowskich Studiów Teologicznych” (1974–1985). Razem z bp. Stefanem Barełą doprowadził do wznowienia wydawania tygodnika katolickiego „Niedziela” (zamkniętego w 1953 roku), w którym pełnił obowiązki redaktora naczelnego (1981).
Uczestniczył w pracach Episkopatu jako wiceprzewodniczący Komisji Episkopatu ds. Kultury, członek Komisji Duszpasterstwa Akademickiego, Komisji Duszpasterstwa Ogólnego i Komisji ds. Środków Społecznego Przekazu.
Jego działalność w ramach Ośrodka Duszpasterstwa Akademickiego łamała państwowy monopol informacyjny i dzięki otwartym wykładom w studenckiej „Piwnicy” umożliwiała kontakty środowisk opozycyjnych.
W ramach prowadzonej przez ks. Skubisia serii wydawniczej „Biblioteki Niedzieli” ukazało się około 300 książek. Od 2008 był członkiem Zakonu Rycerskiego Grobu Bożego w Jerozolimie w randze kawalera. Do 2014 roku redaktor naczelny tygodnika katolickiego „Niedziela”.

## Nagrody i odznaczenia
W 1996 otrzymał tytuł prałata honorowego, a w 2000 został uhonorowany godnością infułata.
W 2000 został odznaczony Krzyżem Oficerskim Orderu Odrodzenia Polski. Jest laureatem nagrody im. św. Maksymiliana Marii Kolbego (1995), nagrody im. Włodzimierza Pietrzaka (1995), Nagrody im. Karola Miarki (1998), Platynowego Lauru Umiejętności i Kompetencji (1998), nagrody Prezydenta Miasta Częstochowy „Tym, co służą Miastu i Ojczyźnie” (2004), nagrody im. Juliana Kulentego „Multimedia w służbie Ewangelizacji 2005”, Mały Feniks Specjalny 2012, Lauru Stowarzyszenia Dziennikarzy Polskich (2016), Nagroda im. Stefana Kardynała Wyszyńskiego Prymasa Tysiąclecia (2017). W 2023 otrzymał Medal „Pro Patria”.

## Źródła internetowe
- Artur Stelmasiak: Ks. Ireneusz Skubiś – redaktor naczelny Tygodnika "Niedziela" – sylwetka. [dostęp 2009-03-10]. [zarchiwizowane z tego adresu (7 sierpnia 2007)]. (pol.).